# Primeiro-ministro da Índia

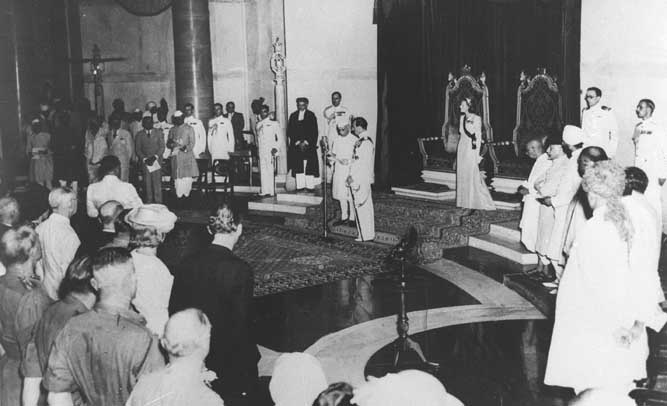
Lord Mountbatten jura em Jawaharlal Nehru como o primeiro primeiro ministro da Índia em 15 de agosto de 1947

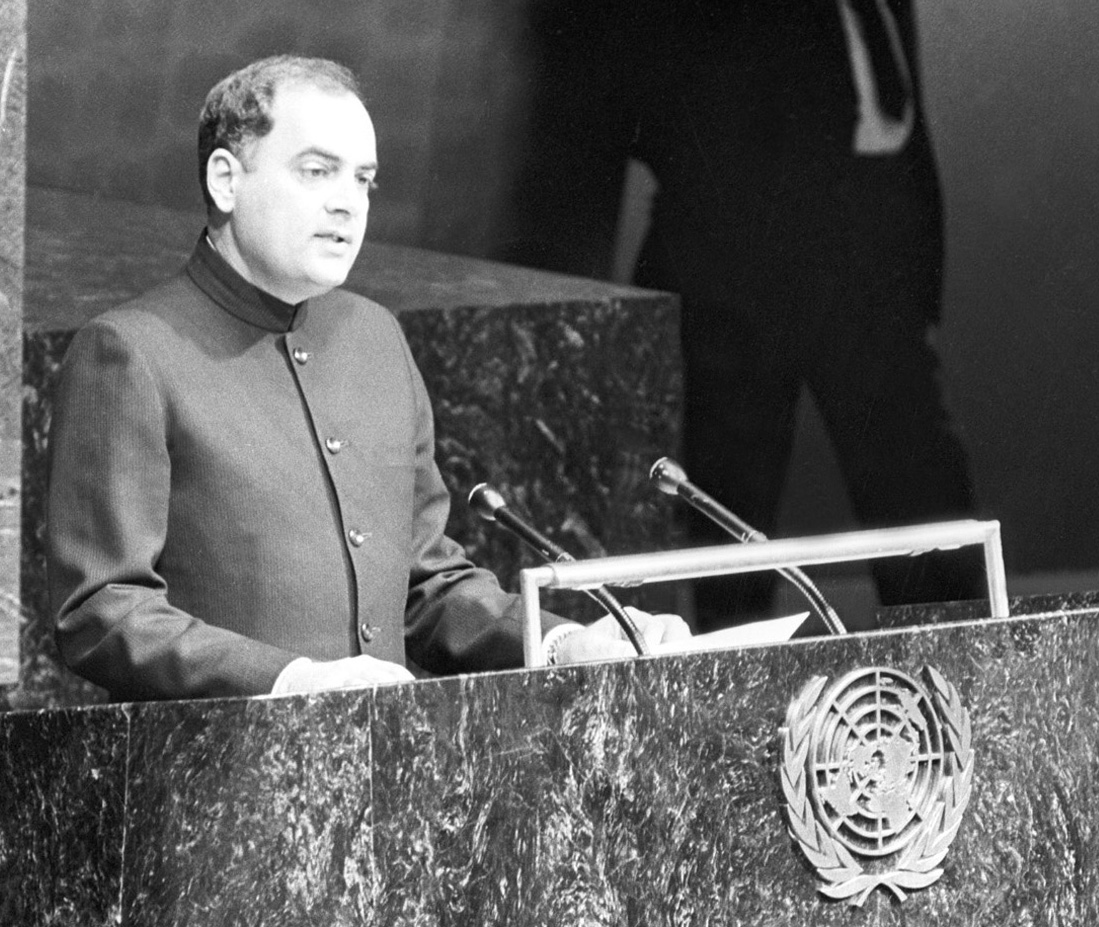
O Primeiro Ministro Rajiv Gandhi discursando na Assembleia Geral das Nações Unidas, c. 1988

O Primeiro Ministro da Índia (IAST : Bhārat ke Pradhānamantrī) é o líder do poder executivo do Governo da Índia. O primeiro-ministro é o principal conselheiro do presidente da Índia e chefe do Conselho de Ministros da União. Eles podem ser membros de qualquer uma das duas casas do Parlamento da Índia - a Lok Sabha (Casa do Povo) e o Rajya Sabha (Conselho dos Estados); mas tem que ser membro de um partido político ou coligação com maioria no Lok Sabha.
O primeiro-ministro é o membro mais antigo do gabinete no executivo do governo em um sistema parlamentar. O primeiro-ministro seleciona e pode demitir membros do gabinete; aloca cargos a membros do governo; é o membro que preside e é presidente do gabinete.
O Gabinete da União chefiado pelo primeiro-ministro é nomeado pelo Presidente da Índia para auxiliá-lo na administração dos assuntos do Executivo. O gabinete da União é coletivamente responsável perante o Lok Sabha, de acordo com o Artigo 75(3) da Constituição da Índia. O primeiro-ministro tem que obter confiança da maioria no Lok Sabha e deve renunciar se não puderem provar a maioria quando instruído pelo presidente.

## Origens e história
A Índia segue um sistema parlamentar em que o primeiro-ministro é o chefe do governo e chefe do executivo do governo. Em tais sistemas, o chefe de estado, ou, o representante oficial do chefe de estado (seja ele o monarca, presidente ou governador-geral) geralmente ocupa uma posição puramente cerimonial e atua—na maioria dos assuntos—apenas por conselho do primeiro ministro.
O primeiro-ministro—se ainda não o for—deve se tornar membro do parlamento dentro de seis meses a partir do início de seu mandato. Espera-se que um primeiro-ministro trabalhe com outros ministros centrais para garantir a aprovação de projetos de lei pelo parlamento.

### História

#### 1947-1984
Desde 1947, houve 14 diferentes primeiros-ministros. As primeiras décadas após 1947 viram o Congresso Nacional Indiano (INC) dominar quase completamente o mapa político da Índia. O primeiro primeiro-ministro da Índia - Jawaharlal Nehru - prestou juramento em 15 de agosto de 1947. Nehru serviu como primeiro-ministro por 17 anos consecutivos, vencendo quatro eleições gerais no processo. Seu mandato terminou em maio de 1964, com sua morte. Após a morte de Nehru, Lal Bahadur Shastri - um ex- ministro do Interior e líder do Partido do Congresso - ascendeu ao cargo de primeiro-ministro. O mandato de Shastri viu a Guerra Indo-Paquistanesa de 1965. Shashtri posteriormente morreu de um ataque cardíaco relatado em Tashkent, após assinar a Declaração de Tashkent.
Depois de Shastri, Indira Gandhi - filha de Nehru - foi eleita a primeira mulher primeira-ministra do país. O primeiro mandato de Indira durou 11 anos, nos quais ela deu passos como a nacionalização de bancos; fim dos subsídios e cargos políticos, que eram recebidos por membros das famílias reais dos antigos estados principescos da Índia britânica. Além disso, eventos como a Guerra Indo-Paquistanesa de 1971; o estabelecimento de um Bangladesh soberano; adesão de Siquim à Índia, por meio de um referendo em 1975; e o primeiro teste nuclear da Índia em Pokhran ocorreu durante o primeiro mandato de Indira. Em 1975, o presidente Fakhruddin Ali Ahmed - a conselho de Indira - impôs o estado de emergência, portanto, conferindo ao governo o poder de governar por decreto, o período é conhecido por violações dos direitos humanos.
Após protestos generalizados, a emergência foi suspensa em 1977 e uma eleição geral estava para ser realizada. Todos os partidos políticos da oposição - após a conclusão da emergência - lutaram juntos contra o Congresso, sob a égide do Partido Janata, nas eleições gerais de 1977, e conseguiram derrotar o Congresso. Posteriormente, Morarji Desai - um ex- vice-primeiro-ministro - tornou-se o primeiro primeiro-ministro não membro do Congresso do país. O governo do primeiro-ministro Desai era composto por grupos com ideologias opostas, nos quais a unidade e a coordenação eram difíceis de manter. Em última análise, após dois anos e meio como PM; em 28 de julho de 1979, Morarji apresentou sua renúncia ao presidente; e seu governo caiu. Posteriormente, Charan Singh - um vice-primeiro-ministro no gabinete de Desai - com apoio externo e condicional do Congresso, provou ser maioria em Lok Sabha e fez juramento como primeiro-ministro. No entanto, o Congresso retirou seu apoio logo depois, e Singh teve que renunciar; ele teve um mandato de 5 meses, o mais curto da história do cargo.
Em 1980, após uma ausência de três anos, o Congresso voltou ao poder com maioria absoluta. Indira Gandhi foi eleita primeira-ministra pela segunda vez. Durante seu segundo mandato, a Operação Blue Star - uma operação do Exército Indiano dentro do Templo Dourado, o local mais sagrado do Sikhismo - foi conduzida, resultando em milhares de mortes. Posteriormente, em 31 de outubro de 1984, Gandhi foi morto a tiros por Satwant Singh e Beant Singh - dois de seus guarda-costas - no jardim de sua residência em Safdarjung Road, 1, Nova Delhi.

#### 1984–1999
Depois de Indira, Rajiv - seu filho mais velho e com 40 anos na época - prestou juramento na noite de 31 de outubro de 1984, tornando-se a pessoa mais jovem a ocupar o cargo de primeiro-ministro. Rajiv imediatamente convocou uma eleição geral. Na eleição geral subsequente, o Congresso obteve maioria absoluta, ganhando 401 dos 552 assentos no Lok Sabha, o número máximo recebido por qualquer partido na história da Índia. Vishwanath Pratap Singh - primeiro ministro das finanças e depois ministro da defesa no gabinete de Gandhi - descobriu irregularidades, no que ficou conhecido como o escândalo de Bofors, durante sua passagem pelo Ministério da Defesa ; Singh foi posteriormente expulso do Congresso e formou o Janata Dal e - com a ajuda de vários partidos anti-Congresso - também formou a Frente Nacional, uma coalizão de muitos partidos políticos.
Na eleição geral de 1989, a Frente Nacional - com o apoio externo do Partido Bharatiya Janata (BJP) e da Frente de Esquerda - chegou ao poder. V.P. Singh foi eleito primeiro-ministro.  Durante um mandato de menos de um ano, Singh e seu governo aceitaram as recomendações da Comissão Mandal. O mandato de Singh chegou ao fim depois que ele ordenou a prisão do membro do BJP Lal Krishna Advani, como resultado, o BJP retirou seu apoio externo ao governo, VP Singh perdeu o voto de desconfiança subsequente 146–320 e teve que renunciar. Após a renúncia de VP Singh, Chandra Shekhar junto com 64 membros do parlamento (MPs) fez flutuar o Partido Samajwadi Janata (Rashtriya), e provou ser maioria no Lok Sabha com o apoio do Congresso. Mas o cargo de primeiro-ministro de Shekhar não durou muito, o Congresso retirou seu apoio; Como resultado, o governo de Shekhar caiu e novas eleições foram anunciadas.
Na eleição geral de 1991, o Congresso—sob a liderança de PV Narasimha Rao—formou um governo de minoria; Rao se tornou o primeiro PM de origem no sul da Índia. Após a dissolução da União Soviética, a Índia estava à beira da falência, então, Rao tomou medidas para liberalizar a economia e nomeou Manmohan Singh - um economista e ex- governador do Banco Central da Índia - como ministro das finanças.  Rao e Singh então tomaram várias medidas para liberalizar a economia,  que resultaram em um crescimento econômico sem precedentes na Índia. Sua atuação como primeiro-ministro, no entanto, também foi testemunha da demolição do Babri Masjid, que resultou na morte de cerca de 2.000 pessoas. Rao, no entanto, completou cinco anos contínuos no cargo, tornando-se o primeiro primeiro-ministro fora da família Nehru-Gandhi a fazê-lo.
Após o fim do mandato de Rao em maio de 1996, a nação viu quatro primeiros-ministros em um período de três anos, sendo dois mandatos de Atal Bihari Vajpayee ; um mandato de H. D. Deve Gowda de 1 de junho de 1996 a 21 de abril de 1997; e um mandato de I.K. Gujral de 21 de abril de 1997 a 19 de março de 1998. O governo do primeiro-ministro Vajpayee - eleito em 1998 - deu alguns passos concretos. Em maio de 1998 - após um mês no poder - o governo anunciou a realização de cinco explosões nucleares subterrâneas em Pokhran. Em resposta a esses testes, muitos países ocidentais, incluindo os Estados Unidos, impuseram sanções econômicas à Índia, mas, devido ao apoio recebido da Rússia, França, países do Golfo e algumas outras nações, as sanções foram em grande parte— não consideradas bem-sucedidas. Poucos meses depois, em resposta aos testes nucleares indianos, o Paquistão também conduziu testes nucleares. Dada a deterioração da situação entre os dois países, os governos tentaram melhorar as relações bilaterais. Em fevereiro de 1999, a Índia e o Paquistão assinaram a Declaração de Lahore, na qual os dois países anunciaram sua intenção de anular a inimizade mútua, aumentar o comércio e usar suas capacidades nucleares para fins pacíficos. Em maio de 1999, a All India Anna Dravida Munnetra Kazhagam retirou-se da coalizão governista da National Democratic Alliance (NDA); O governo de Vajpayee, portanto, tornou-se um governo provisório depois de perder uma moção de censura por 269–270, o que coincidiu com a Guerra de Cargil com o Paquistão. Na subsequente eleição geral de outubro de 1999, o NDA liderado pelo BJP e seus partidos afiliados garantiram uma confortável maioria no Lok Sabha, ganhando 299 dos 543 assentos na câmara baixa.

#### 2000 – presente

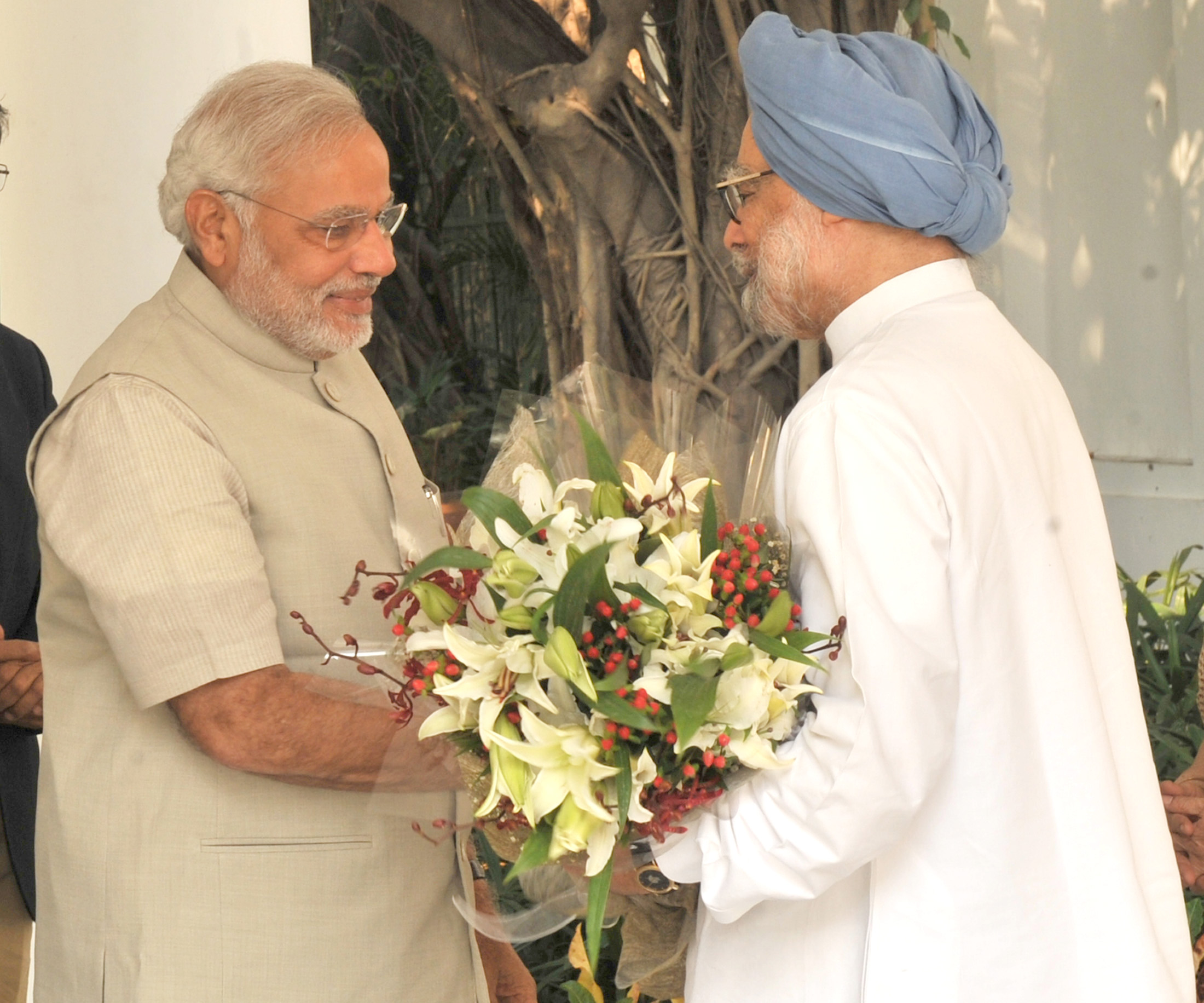
O Primeiro Ministro Narendra Modi (à esquerda) encontra seu predecessor, Manmohan Singh (à direita), 2014.

Vajpayee continuou o processo de liberalização econômica durante seu governo, resultando em crescimento econômico. Além do desenvolvimento de infraestrutura e instalações básicas, o governo tomou várias medidas para melhorar a infraestrutura do país, como, por exemplo, o Projeto de Desenvolvimento de Rodovias Nacionais (NHDP) e o Pradhan Mantri Gram Sadak Yojana (PMGSY; IAST : Pradhānamaṃtrī Grāma Saḍa़ka Yojanā ; tradução literal: Esquema de Estradas Rurais do Primeiro Ministro), para o desenvolvimento de estradas. Mas durante seu governo, ocorreram os distúrbios comunais de Gujarat em 2002, no estado de Gujarat; resultando em cerca de 2.000 mortes. O mandato de Vajpayee como primeiro-ministro chegou ao fim em maio de 2004, tornando-o o primeiro PM não pertencente ao Congresso a completar um mandato de cinco anos.

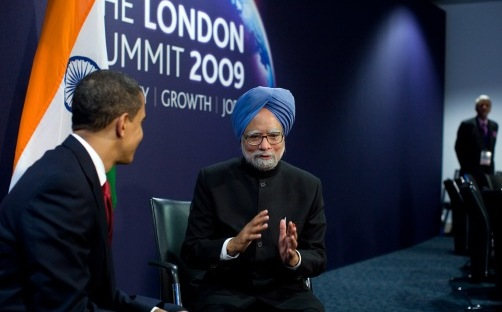
O Primeiro Ministro Manmohan Singh na Cúpula de Londres 2009.

Na eleição de 2004, o Congresso emergiu como o maior partido em um parlamento suspenso ; A United Progressive Alliance (UPA) liderada pelo Congresso - com apoio externo da Frente de Esquerda, do Partido Samajwadi (SP) e do Partido Bahujan Samaj (BSP), entre outros - provou ser maioria no Lok Sabha, e Manmohan Singh foi eleito primeiro ministro; tornando-se o primeiro primeiro-ministro Sikh da nação.  Durante seu mandato, o país manteve o ímpeto econômico obtido durante o mandato do primeiro-ministro Vajpayee. Além disso, o governo conseguiu que a Lei Nacional de Garantia de Emprego Rural de 2005 e a Lei de Direito à Informação de 2005 fossem aprovadas no parlamento. Além disso, o governo fortaleceu as relações da Índia com nações como o Afeganistão ; Rússia; os estados do Golfo ; e os Estados Unidos, culminando com a ratificação do Acordo Nuclear Civil entre a Índia e os Estados Unidos próximo ao final do primeiro mandato de Singh. Ao mesmo tempo, os ataques terroristas de novembro de 2008 em Mumbai também aconteceram durante o primeiro mandato de Singh. Nas eleições gerais de 2009, o mandato da UPA foi ampliado. O segundo mandato do primeiro-ministro Singh, no entanto, foi cercado por acusações de escândalos de alto nível e corrupção. Singh renunciou ao cargo de primeiro-ministro em 17 de maio de 2014, após a derrota do Congresso nas eleições gerais de 2014.

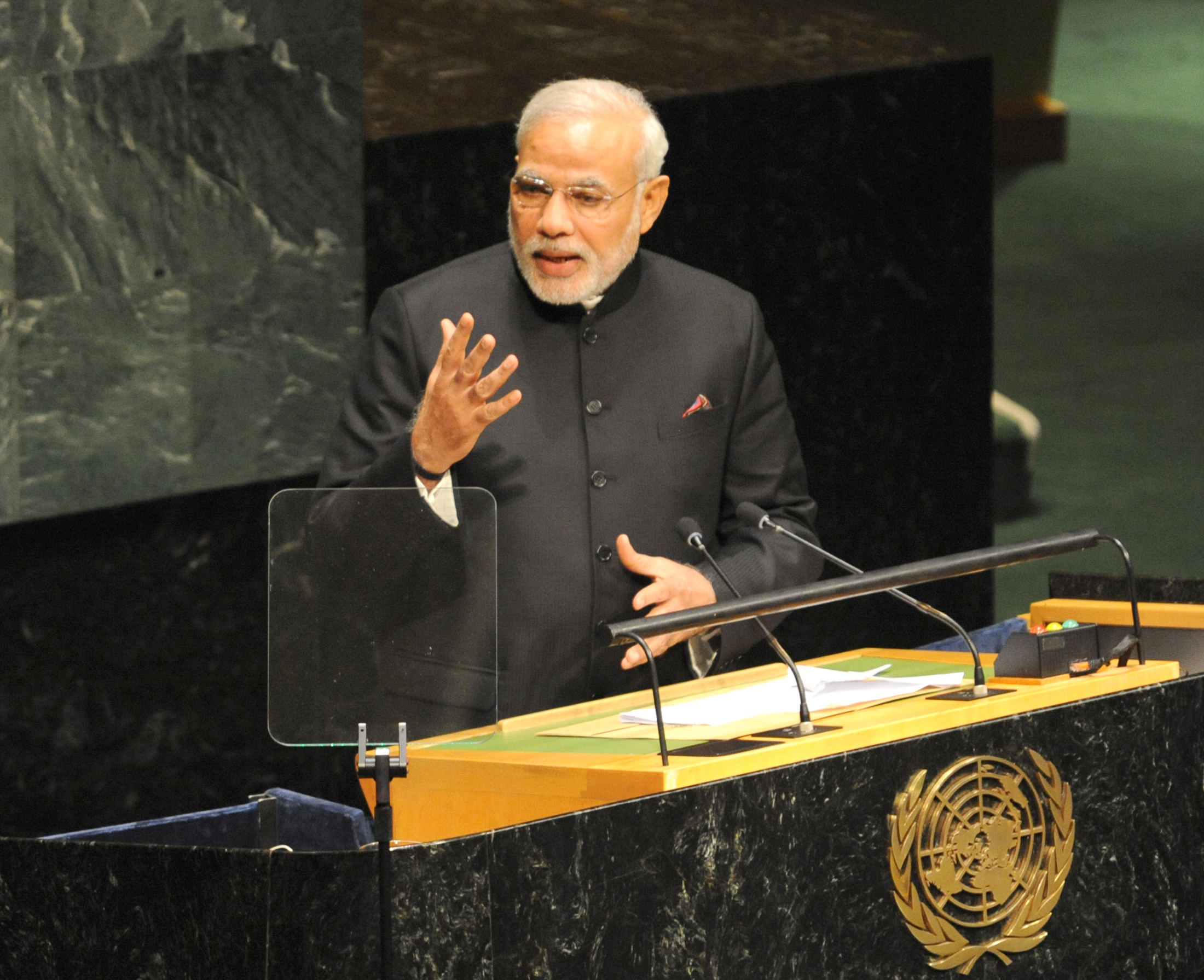
O Primeiro Ministro Narendra Modi discursando na 69ª Assembleia Geral das Nações Unidas, 2014.

Na eleição geral de 2014, o NDA liderado pelo BJP obteve maioria absoluta, ganhando 336 dos 543 assentos de Lok Sabha; o próprio BJP se tornou o primeiro partido desde 1984 a obter a maioria no Lok Sabha. Narendra Modi - o ministro-chefe de Gujarat - foi eleito primeiro-ministro, tornando-se o primeiro primeiro-ministro a nascer em uma Índia independente.
Narendra Modi foi reeleito primeiro-ministro em 2019 com um mandato maior do que o de 2014. O NDA liderado pelo BJP ganhou 354 assentos, dos quais o BJP garantiu 303 assentos.

## Quadro constitucional e posição de primeiro-ministro
A Constituição prevê um esquema de questões no qual o presidente da Índia é o chefe de estado; nos termos do artigo 53.º, sendo o primeiro ministro o chefe do Conselho de Ministros para assistir e aconselhar o presidente no desempenho das suas funções constitucionais. Para citar, os artigos 53, 74 e 75 dispõem como em;

Os poderes executivos da União serão investidos no presidente e serão exercidos diretamente ou através de funcionários subordinados, de acordo com a Constituição.— Artigo 53(1), Constituição da Índia
Haverá um Conselho de Ministros, presidido pelo Primeiro-Ministro, para auxiliar e aconselhar o presidente que, no exercício das suas funções, agirá de acordo com esse conselho.— Artigo 74(1), Constituição da Índia
O Primeiro-Ministro será nomeado pelo Presidente e os outros Ministros serão nomeados pelo Presidente sob a orientação do Primeiro-Ministro.— Article 75(1), Constituição da Índia
Como a maioria das democracias parlamentares, os deveres do presidente são principalmente cerimoniais, desde que a constituição e o estado de direito sejam obedecidos pelo gabinete e pela legislatura. O primeiro-ministro da Índia é o chefe do governo e tem a responsabilidade pelo poder executivo. O dever constitucional do presidente é preservar, proteger e defender a Constituição e a lei de acordo com o artigo 60. Na constituição da Índia, o primeiro-ministro é mencionado em apenas quatro de seus artigos (artigos 74, 75, 78 e 366), porém desempenha um papel crucial no governo da Índia por ser majoritário no Lok Sabha.

## Nomeação, mandato e remoção

### Elegibilidade
De acordo com o Artigo 84 da Constituição da Índia, que define as qualificações principais para membro do Parlamento, e o Artigo 75 da Constituição da Índia, que define as qualificações para o ministro no Conselho de Ministros da União, e o argumento de que a posição de primeiro-ministro foi descrito como primus inter pares (o primeiro entre iguais), Um primeiro-ministro deve:
- ser um cidadão da Índia;
- ser um membro do Lok Sabha ou do Rajya Sabha. Se a pessoa escolhida como primeiro-ministro não for membro do Lok Sabha nem do Rajya Sabha no momento da seleção, ela deve se tornar membro de qualquer uma das casas dentro de seis meses;
- ter mais de 25 anos de idade se for membro do Lok Sabha, ou maior de 30 anos se for membro do Rajya Sabha;
- não exercer qualquer cargo lucrativo sob o governo da Índia ou o governo de qualquer estado ou sob qualquer autoridade local ou outra sujeita ao controle de qualquer um dos referidos governos.

Se, no entanto, um candidato for eleito primeiro-ministro, ele deve deixar seu cargo de qualquer empresa privada ou governamental e só pode assumir o cargo após o término de seu mandato.

### Juramentos de ofício e sigilo

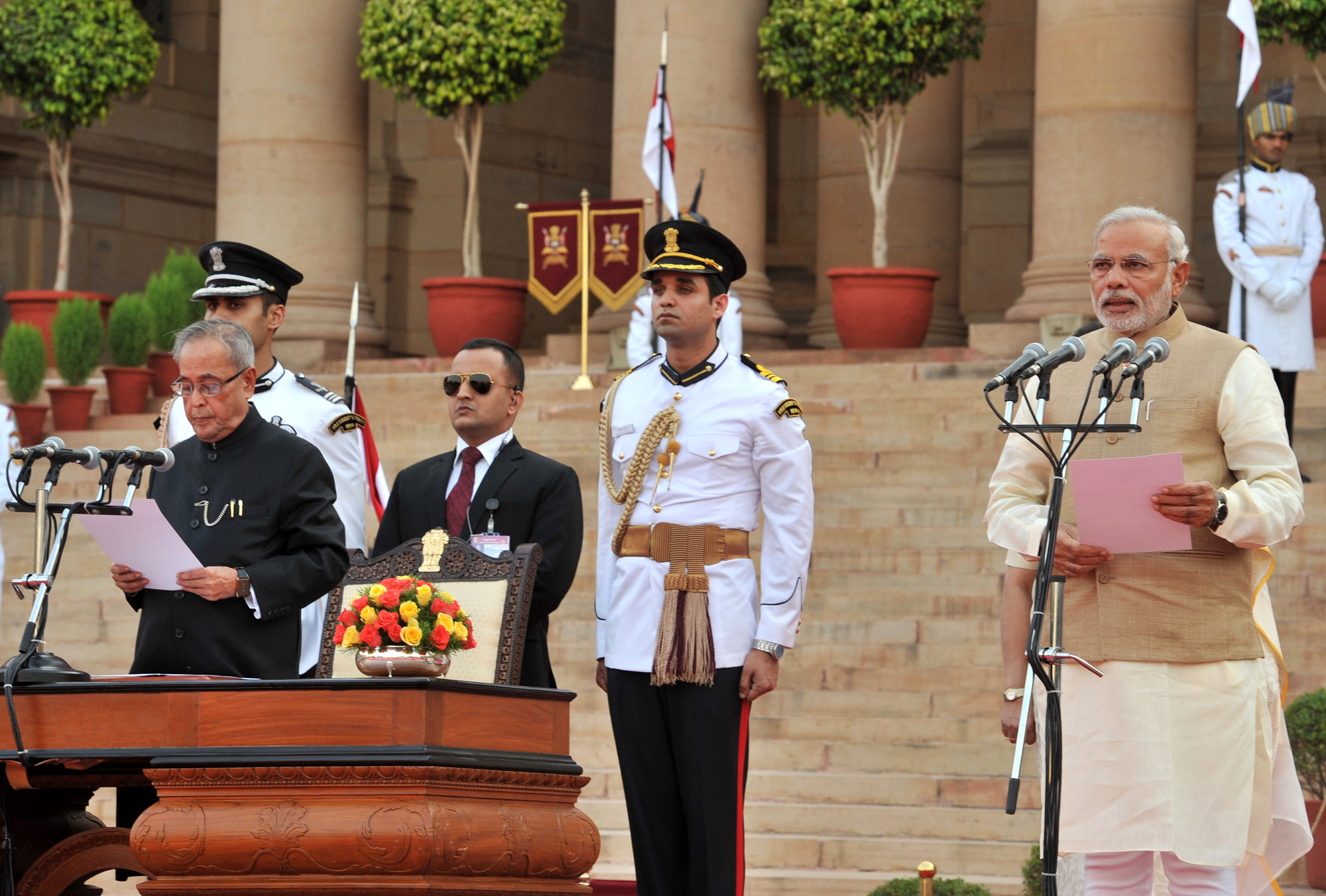
Primeira cerimônia de posse de Narendra Modi, 2014

O primeiro-ministro deve fazer e assinar, na presença do Presidente da Índia, antes de assumir o cargo, o juramento de posse e sigilo, de acordo com o Terceiro Cronograma da Constituição da Índia.
Juramento de escritório:

Eu, <nome>, juro em nome de Deus/afirmo solenemente que terei verdadeira fé e lealdade à Constituição da Índia conforme estabelecido pela lei, que defenderei a soberania e integridade da Índia, que o farei fielmente e cumprir conscienciosamente os meus deveres como Primeiro-Ministro da União e que farei o bem a todas as pessoas de acordo com a Constituição e a lei, sem medo ou favorecimento, afeto ou má vontade.— Constituição da Índia, Terceiro Anexo, Parte I
Juramento de sigilo:

Eu, <nome>, juro em nome de Deus/afirmo solenemente que não comunicarei ou revelarei direta ou indiretamente a qualquer pessoa ou pessoas qualquer assunto que venha a ser submetido à minha consideração ou que venha a ser conhecido por mim como Primeiro Ministro da União, exceto se for necessário para o devido cumprimento de minhas funções como tal Ministro.— Constituição da Índia, Terceiro Anexo, Parte II

### Posse e destituição do cargo
O primeiro-ministro atua 'no prazer do presidente', portanto, um primeiro-ministro pode permanecer no cargo indefinidamente, desde que o presidente tenha confiança nele. No entanto, um primeiro-ministro deve ter a confiança de Lok Sabha, a câmara baixa do Parlamento da Índia.
No entanto, o mandato de um primeiro-ministro pode terminar antes do final do mandato de Lok Sabha, se a maioria simples de seus membros não tiver mais confiança nele, isso é chamado de voto de desconfiança. Três primeiros-ministros, IK Gujral, HD Deve Gowda e Atal Bihari Vajpayee foram eliminados do cargo desta forma. Além disso, um primeiro-ministro também pode renunciar ao cargo; Morarji Desai foi o primeiro primeiro-ministro a renunciar enquanto estava no cargo.
Ao deixar de possuir as qualificações necessárias para ser um membro do Parlamento, sujeito à Lei de Representação do Povo de 1951.

## Papel e poder do primeiro ministro

### Poderes executivos

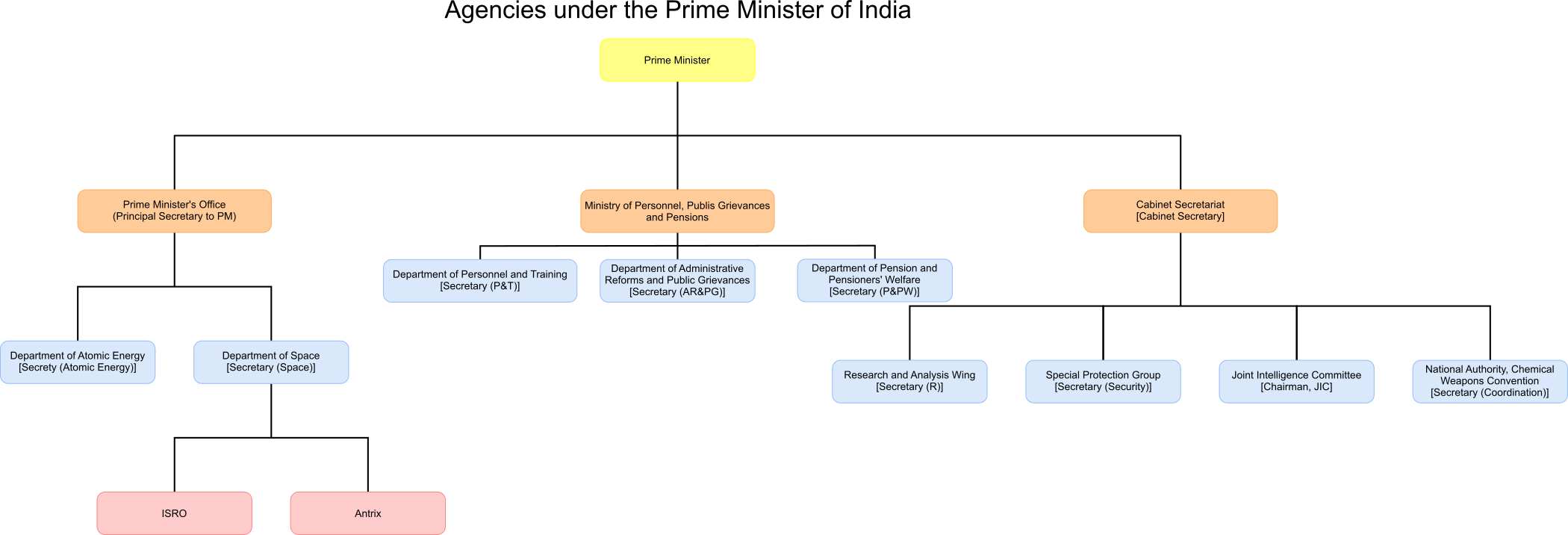
Agências do primeiro-ministro

O primeiro-ministro lidera o funcionamento e o exercício da autoridade do governo da Índia. O presidente da Índia - sujeito à elegibilidade - convida uma pessoa que está comandando o apoio dos membros da maioria de Lok Sabha para formar o governo da Índia - também conhecido como governo central ou governo da União - em nível nacional e exercer seus poderes. Na prática, o primeiro-ministro nomeia os membros de seu conselho de ministros para o presidente. Eles também trabalham para decidir um grupo central de ministros (conhecido como gabinete),  como encarregado das funções e ministérios importantes do governo da Índia.
O primeiro-ministro é responsável por auxiliar e aconselhar o presidente na distribuição do trabalho do governo a vários ministérios e escritórios e nos termos das Regras do Governo da Índia (Alocação de Negócios) de 1961. O trabalho de coordenação é geralmente atribuído ao Secretariado do Gabinete. Embora o trabalho do governo seja geralmente dividido em vários ministérios, o primeiro-ministro pode reter certas pastas se elas não forem atribuídas a nenhum membro do gabinete.
O primeiro-ministro - em consulta com o gabinete - programa e participa das sessões das casas do parlamento e é obrigado a responder à pergunta dos membros do Parlamento a eles como encarregado das pastas na qualidade de primeiro-ministro da Índia.
Alguns ministérios ou departamentos específicos não são alocados a ninguém no gabinete, mas ao próprio primeiro-ministro. O primeiro-ministro geralmente é sempre responsável ou chefe de:
- Ministério do Pessoal, Queixas Públicas e Pensões (como Ministro do Pessoal, Queixas Públicas e Pensões )
- Secretariado de Gabinete
- Comitê de Nomeações do Gabinete
- Comitê de Gabinete de Segurança
- Comitê de Gabinete de Assuntos Econômicos
- NITI Aayog
- Departamento de Energia Atômica
- Departamento do Espaço
- Autoridade de Comando Nuclear

O primeiro-ministro representa o país em várias delegações, reuniões de alto nível e organizações internacionais que exigem a presença dos mais altos cargos do governo, e também se dirige à nação sobre vários assuntos nacionais ou de outra importância.
De acordo com o Artigo 78 da constituição, a comunicação oficial entre o gabinete do sindicato e o presidente é feita por meio do primeiro-ministro. A constituição reconhece o primeiro-ministro como membro do gabinete da união apenas fora da esfera do gabinete da união.

#### Poderes administrativos e de nomeação
O primeiro-ministro recomenda ao presidente, entre outros, nomes para a nomeação de:
- Comissário Eleitoral Principal da Índia (CEC) e outros Comissários Eleitorais da Índia (CEs)
- Controlador e Auditor Geral da Índia (C&AG)
- Presidente e membros da Union Public Service Commission (UPSC)
- Comissário Chefe de Informação da Índia (CIC) e Comissário de Informação da Índia
- Presidente e membros da comissão de finanças (CF)
- Procurador-Geral da Índia (AG) e Solicitador Geral da Índia (SG)

Como presidente do Comitê de Nomeações do Gabinete (ACC), o primeiro-ministro - por recomendação não vinculante do Secretário de Gabinete da Índia liderado pelo Conselho de Seleção Sênior (SSB) - decide as nomeações de funcionários públicos de alto escalão, como secretários, secretários adicionais e secretários conjuntos no governo da Índia. Além disso, na mesma capacidade, o PM decide as designações de pessoal militar de topo, como o Chefe do Estado-Maior do Exército, Chefe do Estado-Maior da Aeronáutica, Chefe do Estado-Maior Naval e comandantes dos comandos operacionais e de treinamento. Além disso, o ACC também decide o destacamento de oficiais do Serviço de Polícia da Índia - o All India Service para policiamento, que atende a maioria dos cargos de aplicação da lei de nível superior em nível federal e estadual - no governo da Índia.
Além disso, como Ministro do Pessoal, Queixas Públicas e Pensões, o PM também exerce controle sobre o Serviço Administrativo Indiano (IAS), o principal serviço público do país, que emprega a maior parte do serviço público sênior posições;   o Júri das Empresas Públicas (PESB); e o Central Bureau of Investigation (CBI),   exceto para a seleção de seu diretor, que é escolhido por um comitê composto por: (a) o primeiro-ministro, como presidente; (b) o líder da oposição em Lok Sabha; e (c) o chefe de justiça.
Ao contrário da maioria dos outros países, o primeiro-ministro não tem muita influência sobre a seleção dos juízes, que é feita por um colégio de juízes composto pelo Chefe de Justiça da Índia, quatro juízes seniores da Suprema Corte da Índia e o presidente do tribunal - ou o juiz mais antigo - da alta corte estadual em questão. O executivo como um todo, entretanto, tem o direito de devolver um nome recomendado ao colégio para reconsideração, isto, entretanto, não é um poder de veto completo, e o colégio ainda pode apresentar um nome rejeitado.

### Poderes legislativos
O primeiro-ministro atua como o líder da casa da câmara do parlamento - geralmente o Lok Sabha - à qual pertence. Nesta função, o primeiro-ministro tem a tarefa de representar o executivo no legislativo, ele / ela também deve anunciar legislação importante e também responder às preocupações da oposição. O artigo 85 da constituição indiana confere ao presidente o poder de convocar e encerrar as sessões extraordinárias do parlamento; esse poder, no entanto, é exercido apenas por conselho do primeiro-ministro e seu conselho, portanto, na prática, o primeiro ministro exerce algum controle sobre os assuntos do parlamento.

## Compensação e benefícios
O Artigo 75 da Constituição da Índia confere ao parlamento o poder de decidir a remuneração e outros benefícios do primeiro-ministro e de outros ministros a serem decididos pelo Parlamento e é renovado de tempos em tempos. A remuneração original para o primeiro-ministro e outros ministros foi especificada na Parte B da segunda lista da constituição, que foi posteriormente removida por uma emenda.
Em 2010, o gabinete do primeiro-ministro informou que ele não recebe um salário formal, mas apenas tem direito a mensalidades. Naquele mesmo ano, o The Economist relatou que, com base na paridade do poder de compra, o primeiro-ministro recebia o equivalente a $ 4.106 por ano. Como porcentagem do PIB per capita do país (produto interno bruto), é o mais baixo de todos os países pesquisados pelo The Economist.
| Data            | Salário               |
| --------------- | --------------------- |
| Outubro de 2009 | ₹ 100.000 (R$ 7.284)  |
| Outubro de 2010 | ₹ 135.000 (R$ 9.834)  |
| Julho de 2012   | ₹ 160.000 (R$ 11.655) |

### Residência

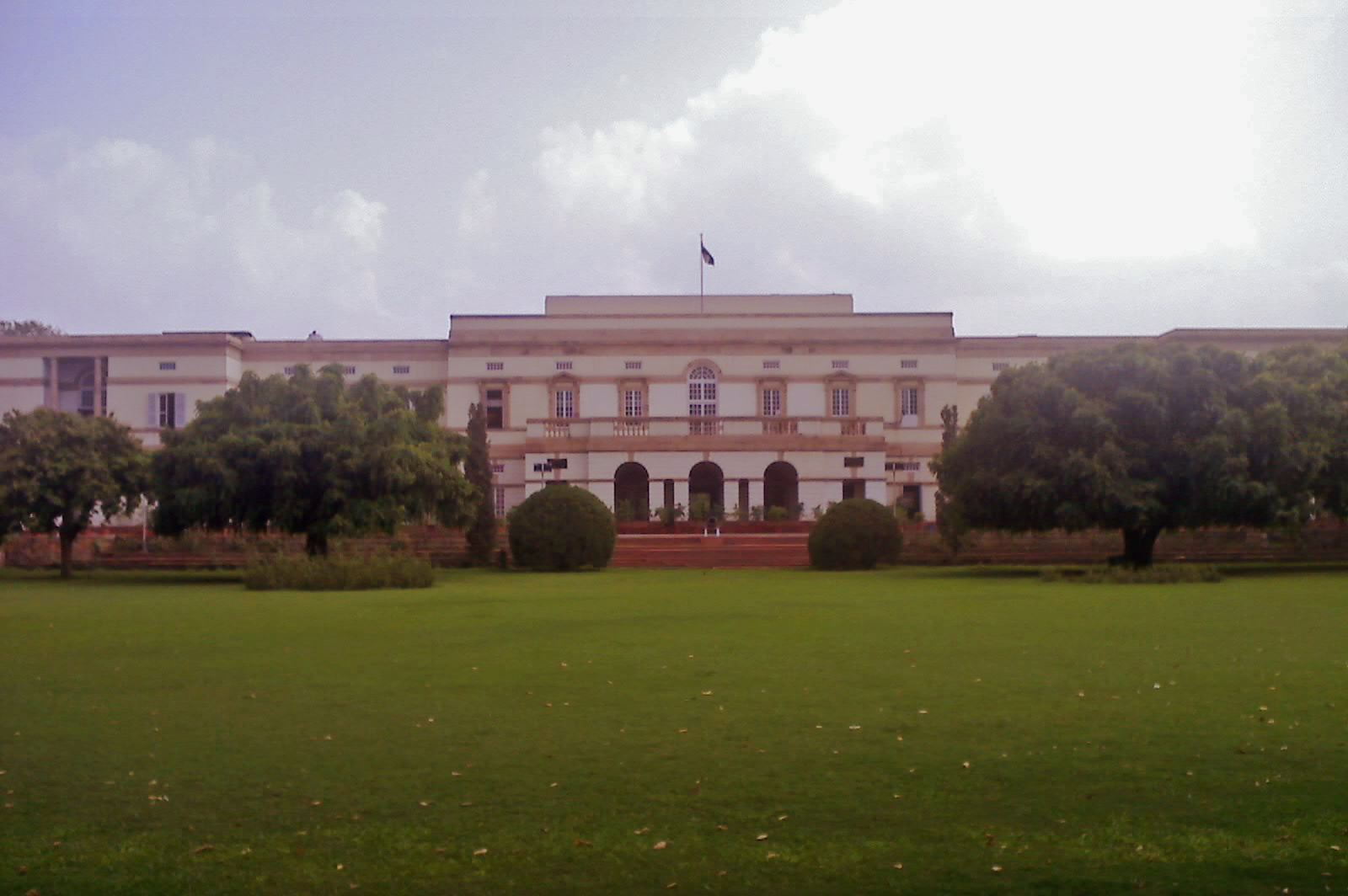
O Teen Murti Bhavan foi a residência do primeiro primeiro-ministro da Índia, Jawaharlal Nehru

O 7, Lok Kalyan Marg—anteriormente chamado de 7, Race Course Road - em Nova Delhi, atualmente serve como o local de residência oficial do primeiro-ministro da Índia.
A primeira residência do primeiro-ministro indiano foi Teen Murti Bhavan. Seu sucessor Lal Bahadur Shastri escolheu 10, Janpath como residência oficial. Indira Gandhi residia em 1, Safdarjung Road. Rajiv Gandhi se tornou o primeiro primeiro-ministro a usar a 7, Race Course Road como sua residência, que foi usada por seus sucessores.

### Viagem

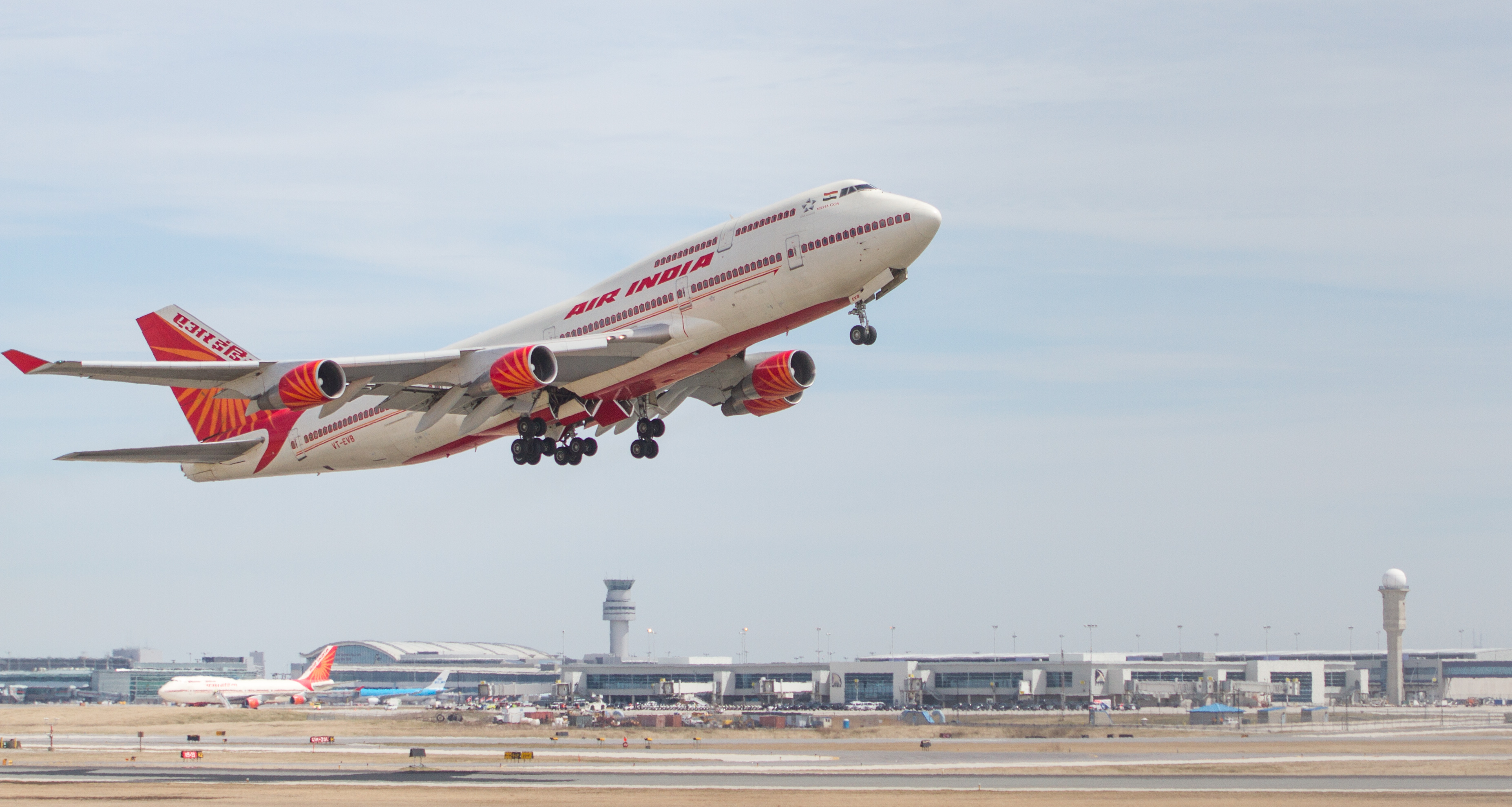
Air India One decola de Toronto

Para viagens terrestres, o primeiro-ministro usa uma versão blindada altamente modificada de um Range Rover. A carreata do primeiro-ministro compreende uma frota de veículos, cujo núcleo consiste em pelo menos três carros blindados BMW Série 7, dois Range Rovers blindados, pelo menos 8-10 BMW X5s, seis Toyota Fortuners / Land Cruisers e pelo menos duas ambulâncias Mercedes-Benz Sprinter.
Para viagens aéreas, são usados Boeing 777-300ERsedsignados pelo indicativo de chamada Air India One (AI-1 ou AIC001) e mantidos pela Força Aérea Indiana Além de aeronaves, existem vários helicópteros usados, como o Mi-8, para transportar o primeiro-ministro em viagens curtas. Essas aeronaves e helicópteros são operados pela Força Aérea Indiana.

### Proteção
O Grupo de Proteção Especial (SPG) é encarregado de proteger o primeiro-ministro em exercício e sua família.

### Escritório
O Escritório do Primeiro Ministro (PMO) atua como o principal local de trabalho do Primeiro Ministro. O escritório está localizado no Bloco Sul, e é um complexo de 20 quartos, com a Secretaria de Gabinete, o Ministério da Defesa e o Ministério das Relações Exteriores adjacentes. O escritório é chefiado pelo Secretário Principal do Primeiro Ministro da Índia, geralmente um ex-funcionário público, principalmente do Serviço Administrativo Indiano (IAS) e raramente do Serviço Estrangeiro Indiano (IFS).

## Família
A esposa do primeiro-ministro às vezes o acompanha em visitas ao exterior. A família do primeiro-ministro também recebe proteção do Grupo de Proteção Especial.

## Pós-mandato
Os ex-primeiros-ministros têm direito a um bangalô, ex-primeiros-ministros também têm direito às mesmas instalações dadas a um ministro de gabinete, isso inclui uma equipe de secretariado de quatorze membros, por um período de cinco anos; reembolso de despesas de escritório; seis passagens aéreas domésticas de classe executiva a cada ano; e cobertura de segurança do Grupo de Proteção Especial.
Além disso, os ex-primeiros-ministros ocupam o sétimo lugar na ordem de precedência indiana, equivalente a ministros-chefes de estados (dentro de seus respectivos estados) e ministros. Como ex-membro do parlamento, o primeiro-ministro também recebe pensão após deixar o cargo. Em 2015, um ex-MP recebe uma pensão mínima de ₹20.000 (US$280) por mês, mais—se serviu como um MP mais de cinco anos—₹1.500 (US$21) para cada ano de serviço.
Alguns primeiros-ministros tiveram carreiras significativas após seu mandato, incluindo H. D. Deve Gowda, que permaneceu membro do Lok Sabha até 2019, e Manmohan Singh continua sendo membro do Rajya Sabha.

### Morte

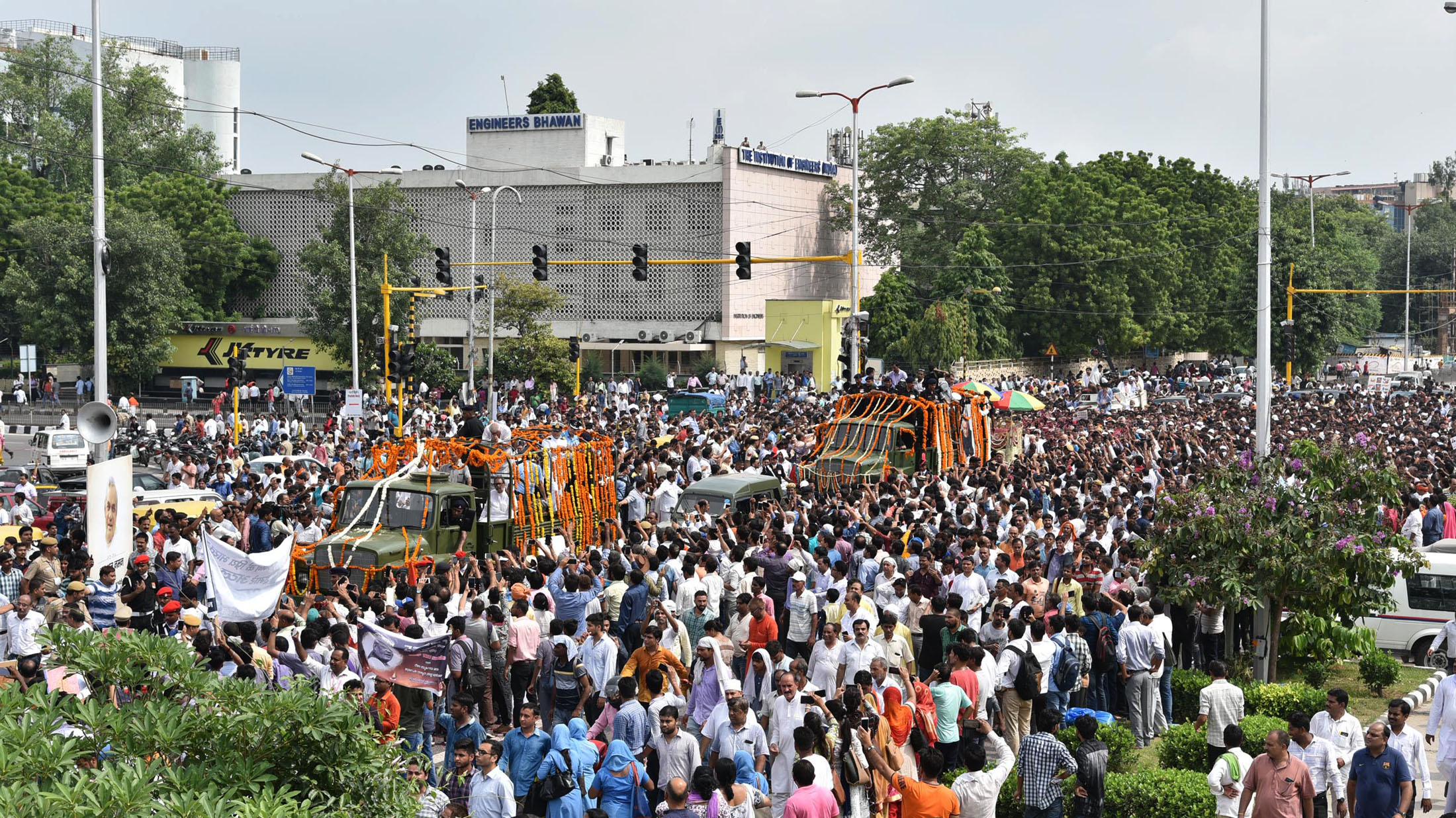
Vista do cortejo fúnebre do ex-primeiro-ministro Atal Bihari Vajpayee, em Nova Delhi, 17 de agosto de 2018.

Os primeiros-ministros recebem um funeral de Estado. É costume que os estados e territórios da união declarem um dia de luto por ocasião da morte de qualquer ex-primeiro-ministro.

### Comemoração
Várias instituições têm o nome de primeiros-ministros da Índia. A data de nascimento de Jawaharlal Nehru é celebrada como o dia das crianças na Índia. Os primeiros-ministros também são homenageados em selos postais de vários países.

## Fundos do primeiro ministro
O primeiro-ministro preside vários fundos.

### Fundo de Defesa Nacional
O Fundo de Defesa Nacional (NDF) foi criado pelo governo indiano em 1962, após a guerra sino-indiana de 1962. O primeiro-ministro atua como presidente do comitê executivo do fundo, enquanto os ministros da defesa, finanças e do interior atuam como membros do comitê executivo, o ministro das finanças também atua como tesoureiro do comitê. O secretário do comitê executivo do fundo é secretário adjunto do gabinete do primeiro-ministro, que trata do assunto do NDF. O fundo—de acordo com seu site é "totalmente dependente de contribuições voluntárias do público e não recebe nenhum apoio orçamentário". As doações para o fundo são 100% dedutíveis nos impostos de acordo com a seção 80G da Lei do Imposto de Renda de 1961.

### Fundo Nacional de Ajuda do Primeiro Ministro
O Fundo Nacional de Ajuda do Primeiro Ministro (PMNRF) foi criado pelo primeiro primeiro-ministro da Índia—Jawaharlal Nehru—em 1948, para ajudar os deslocados do Paquistão. O fundo, agora, é usado principalmente para ajudar as famílias das pessoas que morreram em desastres naturais como terremotos, ciclones e enchentes e, secundariamente, para reembolsar despesas médicas de pessoas com doenças crônicas e mortais. As doações ao PMNRF são 100% dedutíveis nos impostos de acordo com a seção 80G da Lei do Imposto de Renda de 1961.

## Vice Primeiro Ministro

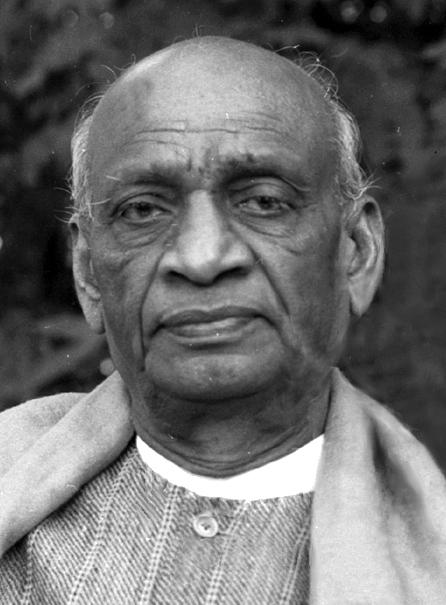
Vallabhbhai Patel foi o primeiro vice- primeiro -ministro da Índia

O cargo de Vice-Primeiro Ministro da Índia não é tecnicamente um cargo constitucional, nem há qualquer menção a ele em uma lei do parlamento. Mas, historicamente, em várias ocasiões, diferentes governos designaram um de seus principais ministros como vice-primeiro-ministro. Não há exigência constitucional para o preenchimento do cargo de Vice-PM, nem o cargo confere qualquer tipo de competência especial.  Normalmente, os principais ministros, como o ministro das finanças ou o ministro do Interior, são nomeados como vice-primeiro-ministro. O cargo é considerado o mais sênior no gabinete depois do primeiro-ministro e representa o governo em sua ausência. Geralmente, os vice-primeiros-ministros foram nomeados para fortalecer os governos de coalizão. O primeiro titular deste cargo foi Vallabhbhai Patel, que também foi ministro do Interior no gabinete de Jawaharlal Nehru.